# Исцеление (фильм)
«Исцеление» (яп. キュア, чит. как Kyua) — японский фильм ужасов 1997 года, снятый Киёси Куросавой, главные роли исполнили Кодзи Якусё, Масато Хагивара, Цуоши Удзики и Анна Накагава. Сюжет фильма повествует о детективе, расследующем череду жутких убийств, где на шее каждой жертвы вырезан крест, а убийца находится рядом с жертвой каждого случая и ничего не помнит о преступлении. Фильм был частью новой волны японского кинематографа, j-horror, наравне с такими фильмами, как «Звонок» Хидэо Накаты и «Проклятие» Такаси Симидзу.
Фильм был выпущен с сильным одобрением критиков в Японии и на международном уровне: они высоко оценили режиссуру Куросавы, а также визуальные эффекты и атмосферу фильма. В 2012 году южнокорейский кинорежиссёр Пон Чжун Хо назвал фильм одним из величайших фильмов всех времён, сославшись на то, что он оказал сильное влияние на его карьеру. Это первое сотрудничество Куросавы и ведущего актёра Якусё.

## О фильме
Первоначально название фильма было «Проповедник», но из-за схожего инцидента с Аум синрикё, который произошёл во время съёмок, фильм мог быть неправильно воспринят и что эти преступления в «Исцелении» были на почве религии, вследствие чего продюсеры Daiei Film предложили сменить название фильма на текущее.
Данная кинокартина Куросавы является его самой успешной на мировом рынке и особенно популярна во Франции. Кинокритик «Le Monde» Жан-Мишель Фродон высоко оценил фильм, а Куросава стал катализатором съёмок фильма «Дагеротип» во Франции.
Ведущий актёр, Кодзи Якусё, получил награду за «лучшую мужскую роль» на 10-м Токийском международном кинофестивале за эту работу и с тех пор стал постоянным участником фильмов режиссёра Киёси Куросавы.
В 1997 году на Japan Internet Film Awards фильм стал лауреатом премии «Japan Film Award» .

## Сюжет
Кеничи Такабе (Кодзи Якусё) — полицейский детектив с психически неуравновешенной женой. Такабе расследует серию странных убийств, в которых каждая жертва убита одним и тем же способом, с большой буквой «X», вырезанной от уха до груди, но преступник каждый раз разный. В каждом случае убийц ловят недалеко от места преступления, и хотя они с готовностью признаются в совершении преступлений, у них никогда не бывает существенного мотива и они не могут объяснить, что побудило их убить.
Такабе вместе с психологом по имени Сакума (Цуоши Удзики) в конце концов определяет, что один человек является общей нитью между убийствами, поскольку каждый человек, с которым он вступает в контакт, вскоре после этого совершает убийство. Мужчина по имени Мамия (Масато Хагивара), похоже, страдает крайней кратковременной потерей памяти; кажется, он постоянно путается в том, какой сегодня день, где он находится и как его зовут. Он утверждает, что ничего не помнит о своём прошлом. Мамия постоянно отвечает на допрос Такабе уклончивыми вопросами относительно личности Такабе. Это сводит Такабе почти с ума, поскольку он постепенно теряет своё первоначальное спокойствие. Тщетность этого дела начинает сказываться на его психике, поскольку он становится всё более и более неустойчивым, взрываясь сильными приступами гнева.
Такабе обнаруживает, что Мамия когда-то изучал психологию, изучал месмеризм и гипноз. Он приходит к пониманию того, что у Мамии нет проблем с памятью, и вместо этого он является мастером гипноза, способным внушать преступные внушения незнакомым людям, подвергая их повторяющимся звукам, движению воды или пламени от зажигалки.
В полицейских архивах Сакума находит документальную видеозапись таинственного человека, предположительно являющегося создателем японского месмеризма, и показывает её Такабе. В ней некий мужчина проводит сеанс гипноза на женщине в конце 1800-х годов. Последняя лечилась от истерии и была загипнотизирована мужчиной, который жестом изобразил в воздухе букву «X». Позже женщина убила своего сына способом, аналогичным преступлениям Мамии. Сакума считает, что нынешние преступления связаны с более ранними событиями, описывая Мамию как «миссионера церемониальных убийств». После показа ленты выясняется, что Сакума бессознательно нарисовал крест на своей стене, и у него начинаются галлюцинации, в которых Такабе угрожающе загоняет его в угол. Несколько дней спустя полиция обнаруживает тело Сакумы в его доме и приходит к выводу, что он покончил с собой. Тем временем Мамия заключён в тюрьму и обвинён в подстрекательстве к убийству.
Мамия заинтересован в Такабе, возможно, потому, что он не может заставить того убивать. Однако Такабе мучают видения смерти его жены (Анна Накагава), и чем больше он изучает Мамию, тем больше ему кажется, что он, возможно, сходит с ума. Детектив расстраивается из-за беспомощности своей жены и в какой-то момент даже выражает по отношению к ней намерения убить. Странное поведение его жены и опасения по поводу его собственной психической устойчивости приводят к тому, что он помещает её в психиатрическую клинику.
Когда Мамия убегает, убивая при этом полицейского и врача, Такабе выслеживает его до заброшенного здания в глуши и стреляет в него. Исследуя здание, Такабе находит и слушает старый цилиндр фонографа, содержащий отрывистую запись мужского голоса, повторяющего то, что кажется загадочными гипнотическими инструкциями.
Следующая сцена переходит в психиатрическую больницу, куда Такабе отправил свою жену. Медсестра слышит позади себя скрип и, обернувшись, видит безжизненное тело жены Такабе в инвалидном кресле с вырезанным на шее крестом. Нет никаких указаний на личность убийцы.
Фильм заканчивается двусмысленно в ресторане, где официантка обслуживает Такабе, а затем внезапно вытаскивает нож после разговора с детективом, предполагая, что гипнотическая сила фонографа продолжает распространяться.

## В ролях
| - Кодзи Якусё в роли Такабе - Масато Хагивара в роли Мамии - Цуоши Удзики в роли Сакумы - Анна Накагава в роли жены Такабе - Йорико Догучи в роли доктора Акико Миядзимы - Юкидзиро Хотару в роли Ичиро Кувано - Дэндэн в роли Оида - Рен Осуги в роли Фудзивары | - Масахиро Тода в роли Тору Ханаоки - Мисайо Харуки в роли Томоко Ханаоки - Шун Накаяма в роли Кимуры - Акира Отака в роли Ясукавы - Сего Судзуки в роли Тамуры - Тодзи Кавахигаси в роли психиатра - Хадзиме Танимото в роли Такабе но шачо |

## Выпуск
Фильм был выпущен в 1997 году. Позже он был показан на Международном кинофестивале в Торонто в 1999 году в рамках ретроспективы карьеры Куросавы. Он получил более широкий прокат на Западе в 2001 году. «Исцеление» был впервые выпущен на домашнем видео в Великобритании в рамках серии «Мастера кино» 23 апреля 2018 года.

## Отзывы критиков
На сайте агрегатора рецензий Rotten Tomatoes фильм «Исцеление» имеет рейтинг одобрения 93 %, основанный на 51 отзыве, со средним баллом 7,34/10. Критический консенсус сайта гласит: «завораживающий и психологически интригующий». Том Мес из «Midnight Eye» описал фильм как «фильм ужасов в чистом смысле этого слова». Тем временем Энтони Оливер Скотт из «The New York Times» отметил, что Киёси Куросава «превращает триллер в средство мрачной социальной критики». Скотт Тобиас из «The A.V. Club» сказал: «Куросава, плодовитый жанровый стилист, специализирующийся на сдержанных триллерах и фильмах ужасов, подрывает мрачный материал, сохраняя холодную, почти клиническую дистанцию от событий и разворачивая историю в эллиптических частях». Для «Screen Slate» Стефани Моно написала: «возможно, затменный другими фильмами в каноне j-horror’а рубежа веков, такими как „Звонок“ (1998 г.) и „Кинопроба“ (1999 г.), „Исцеление“ продолжает оставаться одним из самых мощных произведений эпохи».
Сам Куросава, говоря об успехе «Исцеления», заявил следующее: «в детстве я смотрел много американских фильмов ужасов и уже несколько лет хотел снять фильм в этом жанре. Затем рост популярности жанровых фильмов облегчил мне финансирование и продюсирование проекта. Таким образом, обстоятельства были ключевым фактором успеха „Исцеления“, и с тех пор они продолжают играть важную роль в моей карьере».